# Mantinea
|  | Per a altres significats, vegeu «Batalla de Mantinea». |

Mantinea (grec antic: Μαντίνεια; gentilici Μαντινεύς, català mantineà) fou una de les antigues i poderoses ciutats d'Arcàdia, a la frontera amb l'Argòlida, al sud d'Orcomen i nord de Tègea. El seu territori es deia Mantínica (Μαντινική, «Mantiniké»). El seu nom derivaria de l'heroi epònim Mantineu, fill de Licàon. Homer la menciona al «Catàleg de les naus», i la qualifica d'agradable.
Inicialment eren quatre o cinc diferents petites viles que es van unir en una de sola. La unió fou encoratjada per Argos, probablement per establir un contrapoder a Tègea. La seva constitució política és esmentada per Polibi. La ciutat va adquirir un prestigi polític notable, fins al punt que el rei Batos III de Cirene (vers 550-530 aC), quan van esclatar dissensions greus a Cirene, va demanar un àrbitre a Mantinea, que va enviar a Demònax i va establir una nova constitució.
Abans de les guerres mèdiques va reconèixer la supremacia d'Esparta, i com aliats d'aquesta la ciutat va combatre els perses. 500 ciutadans de Mantinea van lluitar a les Termòpiles. A Platea van arribar quan la batalla ja s'havia acabat. A la guerra del Peloponès fou inicialment membre de l'aliança lacedemònia.
Tègea i Mantinea es disputaven una espècie d'hegemonia regional a Arcàdia i el 423 aC es van enfrontar en una batalla de resultat incert que és esmentada per Tucídides. Tègea tenia un govern oligàrquic i era ferm aliat d'Esparta; en canvi Mantinea tenia un sistema democràtic. En aquests anys Mantinea va ocupar el districte arcàdic de Parràsia i va establir una guarnició a Cípsela, que els espartans no volien permetre. Això i un cert suport espartà a Tègea va fer que Mantinea es volgués separar de l'aliança espartana. Mantinea va formar aliança amb Argos, Elis i Atenes el 421 aC i es va implicar en la guerra contra Esparta.

## Primera batalla de Mantinea
El juny del 418 aC es va lliurar a la rodalia de la ciutat (al sud, en direcció a Tègea) la decisiva batalla de Mantinea (primera batalla de Mantinea), en la que argius, mantineans i atenencs foren derrotats pel rei Agis d'Esparta. Mantinea va haver de renunciar als districtes d'Arcàdia que havia conquerit, i fer la pau amb Esparta que fou concertada per trenta anys.
Mantinea fou aliada d'Esparta durant 33 anys, però dos anys després de la pau d'Antàlcides els espartans van exigir a la ciutat la destrucció de les seves muralles. La ciutat s'hi va negar i el rei Agesípolis I va atacar la ciutat (385 aC) al·legant que la treva del 418 aC ja havia acabat. Derrotada Mantinea en la batalla a la rodalia de la ciutat, els matineans es van refugiar darrere les muralles, però Agesípolis va desviar el riu Ofis, que passava prop i va inundar les muralles i els matineans es van haver de rendir. Esparta va obligar a la distribució dels habitants entre diverses ciutats i llogarets petits, retornant a la primitiva situació de 4 o 5 llogarets. En aquest temps l'orador Lísies deia que Mantinea tenia 3000 homes en armes i el total d'habitants lliures era de 13000.
El 371 aC els espartans foren derrotats a Leuctres i Mantinea fou reconstruïda. La ciutat va participar activament a la formació de la lliga Arcàdia, esperonada per Epaminondes de Tebes, i es va fundar llavors la ciutat de Megalòpolis com a capital. Licòmedes de Mantinea fou un dels caps de la Lliga.

## Segona batalla de Mantinea
Al cap d'uns anys Mantinea es va enfrontar amb la direcció de la lliga i es va aliar a Esparta. Epaminondes va tornar al Peloponès i Mantinea fou de nou escenari d'una gran batalla (la segona batalla de Mantinea) en la que els espartans foren derrotats i en la que Epaminondes fou mort (per Antícrates segons Dioscúrides).

## Tercera batalla de Mantinea
La tercera batalla de Mantinea es va lliurar el 295 aC entre Demetri Poliorcetes i Arquidam d'Esparta, amb victòria del primer.

## Quarta batalla de Mantinea
La quarta batalla de Mantinea fou entre Arat, cap de la Lliga Aquea, i els espartans, dirigits per Agis. Aquest darrer va morir al combat. Mantinea va romandre com a ciutat de la Lliga Arcàdia fins que es va formar la Lliga Aquea a la qual inicialment es va adherir però després la va abandonar junt amb Orcomen i Tègea, i van passar a la Lliga Etòlia. El 228 aC les tres ciutats van sortir de la Lliga Etòlia i es van aliar amb Esparta, el que va provocar la guerra entre Esparta i la Lliga Aquea (Guerra de Cleòmenes) el 226 aC. Arat va sorprendre Mantinea i va obligar la ciutat a acollir una guarnició aquea; no van tardar els mantineans a expulsar els aqueus i fer altra vegada aliança amb Esparta però la ciutat fou conquerida per segon cop el 222 aC per Antígon Dosó, rei de Macedònia, a qui els aqueus havien designat estrateg de la seva lliga. La ciutat fou saquejada i els habitants foren venuts com esclaus i la ciutat fou rebatejada Antigònia (Antigoneia, Ἀντιγόνεια) en honor del rei macedoni.

## Cinquena batalla de Mantinea
El 207 aC la plana de Mantinea fou escenari de la cinquena batalla de Mantinea entre els aqueus dirigits per Filòpemen, i els espartans sota el tirà Macànides, en què aquest darrer fou derrotat i mort.
Amb Macedònia va passar a sobirania romana. Fou l'única ciutat que va lluitar amb Octavi August abans de la batalla d'Àccium. La ciutat va conservar el seu nom d'Antigònia durant tot el període romà fins al temps d'Hadrià que li va retornar el seu nom anterior.
El territori de Mantinea tenia a l'oest les muntanyes Menalos; a l'est les muntanyes Artemision (Artemisium, que la separaven d'Argòlida), al nord una línia de turons que la separaven d'Orcomen; i al sud una vall que la separava de Tègea. La plana de Mantinea és la moderna plana de Tripolitza, per la ciutat d'aquest nom entre les antigues Mantinea i Tègea.
Es diu actualment Paleópoli i es conserven les antigues muralles i alguns edificis, el teatre i el temple d'Afrodita Simmàquia. A un parell de km al nord hi ha el turó de Gurtzúli al costat del qual hi ha un altre turó on segurament va estar la primera Mantinea; aquest lloc es deia Ptolis (Πτόλις) en temps de Pausànies i se suposa que fou un dels llocs dels quals
es va formar Mantinea.
Properes a la ciutat hi havia les de Maera (Μαῖρα), Petrosaca  (Πετροσάκα), Xenis (Ξενίς), Phoezon (Φοίζων), Prinos  (Πρῖνος), Climax (Κλίμα?), Nestane (Νεστάνη), i Melangeia (Μελαγγεῖα).